# Arte del periodo tinita
L'arte del periodo tinita comprende la produzione artistica delle prime due dinastie egizie, tra 3150-2700 a.C..
L'unione delle "Due Terre" dell'Alto e Basso Egitto, iniziata a partire dal periodo di Naqada porterà nel 3150 a.C. alla creazione di un impero unificato. Questa unificazione sembra sia avvenuta tramite varie lotte interne ed una serie di iscrizioni conservate al Museo del Cairo commemora la vittoria del sovrano Narmer, raffigurato per la prima volta con la doppia corona dell'Alto e Basso Egitto.
I principi del Sud portano una nuova ideologia basata sulle opportunità offerte dal paese. Essi creano le fondamenta dell'organizzazione statale su cui si baserà l'Egitto nei periodi successivi; le prime dinastie gettano le basi delle convenzioni artistiche dell'arte egizia e dei riti funebri. Come i sovrani mesopotamici del periodo arcaico, i faraoni tiniti sfoggiano il loro potere attraverso un'arte sfarzosa.
I sovrani egizi garantiscono l'ordine temporale e spirituale rappresentando la divinità in terra.

## Architettura

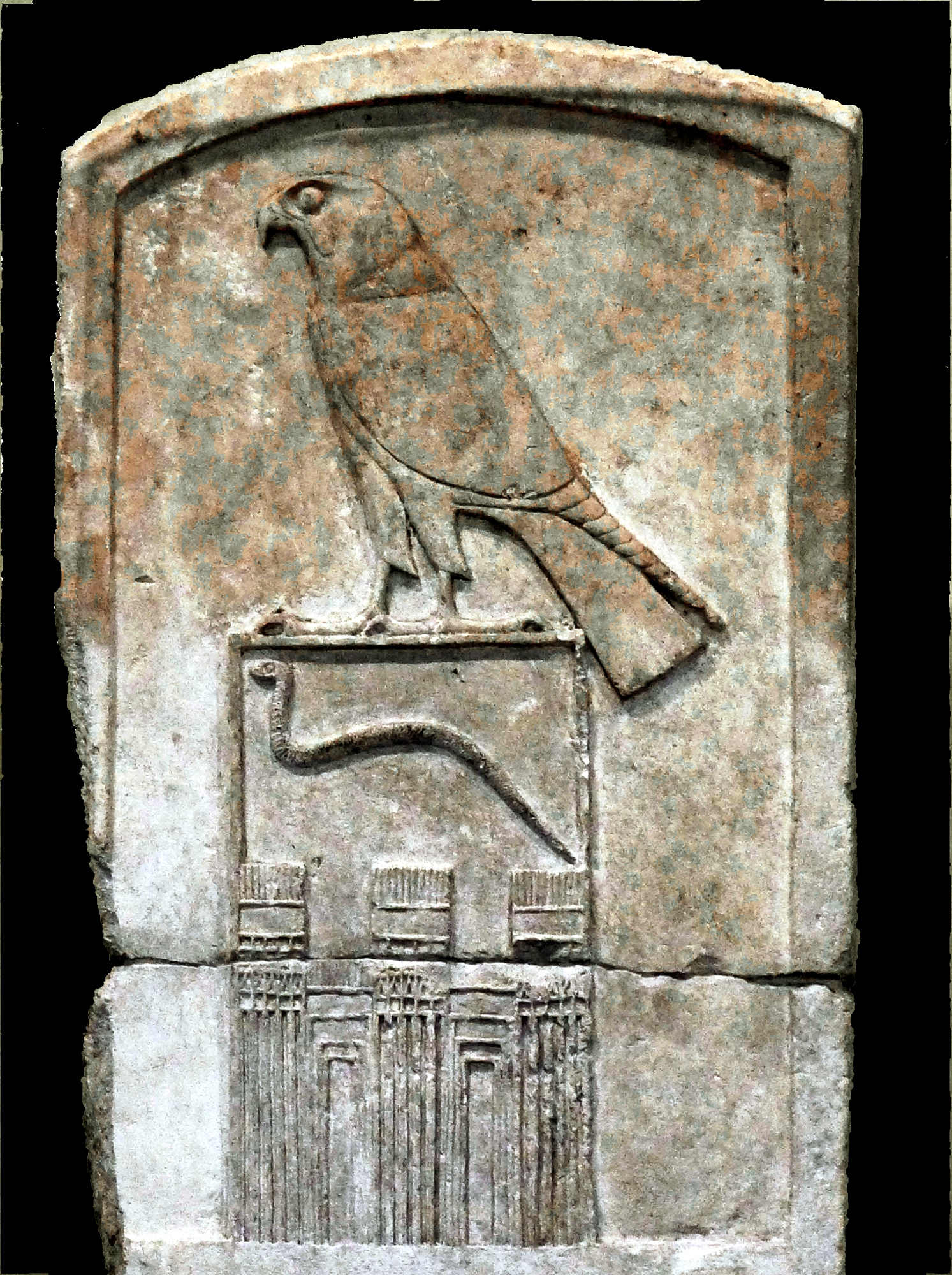
Serekht di Djet, 3020 a.C. circa, Parigi, Museo del Louvre

L'architettura delle prime dinastie faraoniche è costituita principalmente da costruzioni edificate con materiali deperibili: mattoni di fango, piante (lino, canne, legno). Solo verso la fine della seconda dinastia si inizia ad utilizzare la pietra per la costruzione di edifici monumentali.
Le tombe tinite rappresentano l'evoluzione delle semplici fosse sepolcrali con tumulo di terra dell'epoca precedente. Le sepolture mostrano in superficie dei tumuli in mattoni crudi, a forma di parallelepipedi rastremati verso l'alto, con i fianchi movimentati da giochi di luce e ombre (realizzati modulando le facciate con sporgenze e rientranze). La sepoltura interna passa da un'unica fossa, dell'età predinastica, a numerose stanze funerarie ospitanti il corpo del defunto e il suo corredo (vasi, armi e suppellettili varie) collegate tra loro da stretti corridoi. Questa tipologia architettonica funeraria viene chiamata mastaba.
Le testimonianze archeologiche hanno dimostrato che ogni re possedeva due tombe (tra cui un cenotafio), una ad Abido e una a Saqqara, probabilmente per rimarcare il proprio dominio su entrambe le Due Terre (Alto e Basso Egitto ) da poco unificate. Nel cimitero reale di Saqqara compaiono le prime mastabe destinate alla famiglia reale e ai cortigiani. Ogni tomba è segnalata da una stele. Quella del faraone Djet, o re-serpente, (ritrovata ad Abido) misurava 2,50 m di cui oggi se ne conserva solo la parte superiore raffigurante un falco, un serpente (Serekht) ed una cinta muraria tipo Muro Bianco.
La funzione di queste stele è ancora oggetto di studio. La stele di Djet è considerata un capolavoro dell'arte tinita per la qualità della realizzazione del rilievo, infatti le stele conosciute in questo periodo (come la stele di Nytoua e la stele di Nytneb, conservate al Louvre) sono di dimensioni molto ridotte e di forma rettangolare.
Per quanto riguarda l'urbanizzazione, le testimonianze archeologiche indicano la presenza di edifici in muratura (Abido e Hierakonpolis), ma la natura frammentaria dei reperti rende difficile la loro ricostruzione.
L'architettura templare tinita è resa difficile dalla scarsità dei reperti giunti, a causa del continuo utilizzo di questi nei secoli successivi, che ne hanno sepolto le testimonianze sotto molteplici stratificazioni. Sono stati identificati due templi tiniti: quello a Hierakonpolis, dedicato al dio Horus e quello a Buto nel delta del Nilo.

## Corredo funebre
In questo periodo gli oggetti disposti nelle sepolture si diversificano dai primitivi vasi, arpioni, monili dei periodi di Naqada. Gli scavi archeologici hanno riportato alla luce contenitori in terracotta e alabastro, giochi, statuine raffiguranti ippopotami in avorio e monili.

## Statuaria

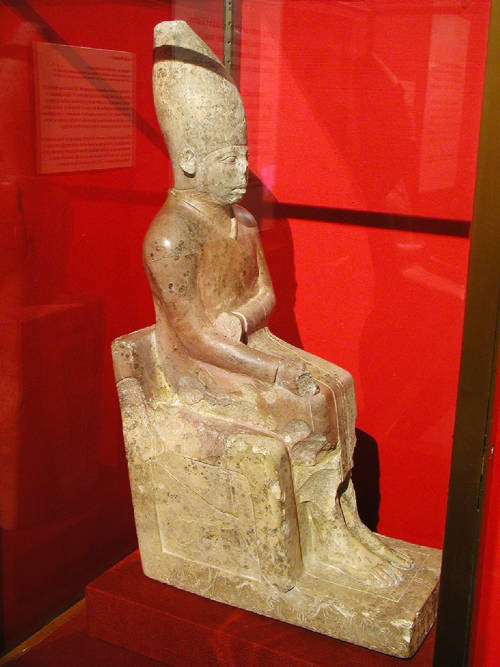
Statua di Khasekhemui, Oxford, Museo Ashmolean

In questo periodo la statuaria rimane limitata a piccole figure realizzate in avorio. Verso la fine del periodo si sviluppa la lavorazione della pietra, come testimoniato dal ritrovamento di due statuette, molto simili, raffiguranti il re Khasekhem (o Khasekhemui) a Hierakonpolis nel 1898. Al Museo Egizio del Cairo se ne conserva un esempio realizzato in conglomerato mentre una seconda scultura in calcare è conservata al Ashmolean Museum di Oxford. Questa seconda statuina, visibile nell'immagine accanto, mostra il sovrano assiso su un trono dallo schienale basso e commemora la festa Sed; infatti è abbigliato con il mantello della specifica ricorrenza e reca sul capo la corona bianca dell'Alto Egitto, denominata hedjet. Sulla base del trono sono rappresentati dei ribelli uccisi dallo stesso re, un tema utilizzato già nelle tavole o palette della cultura di Naqada. Questo modello iconografico sarà ripreso in tutta l'arte egizia dei secoli successivi. Dal punto di vista stilistico si nota una grande cura nella realizzazione dei dettagli del viso, delle mani e dei piedi, particolari che dimostrano la grande maestria degli artigiani dell'epoca.

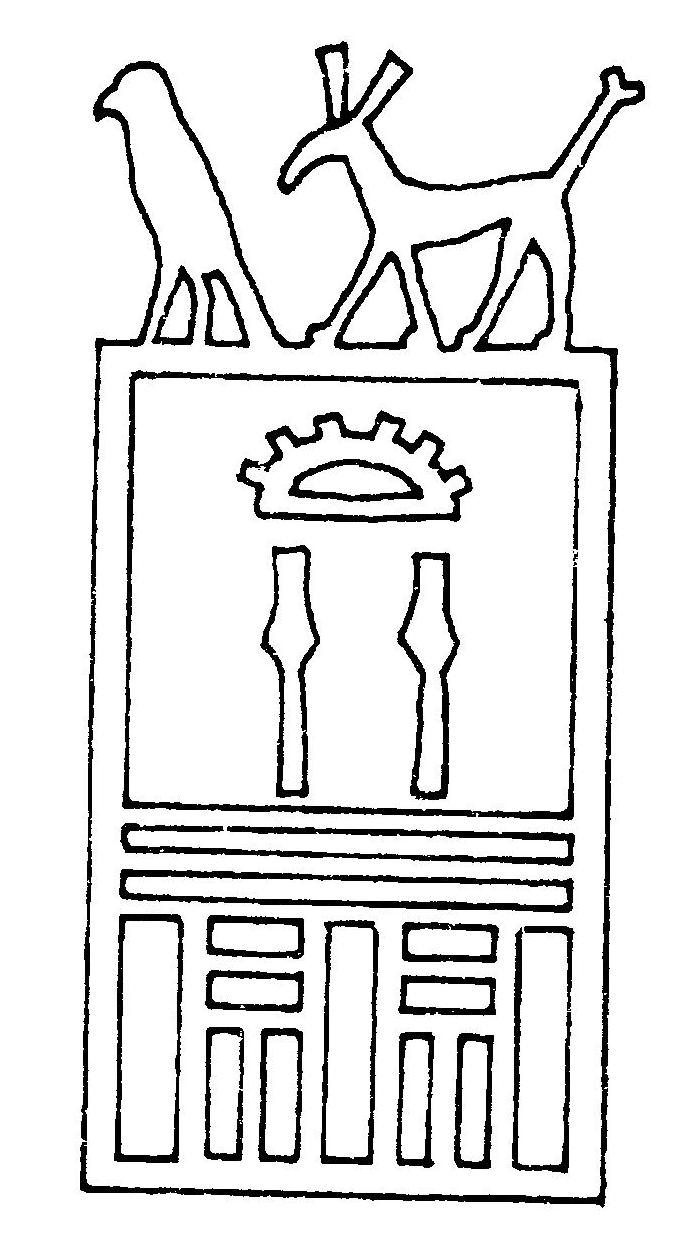
Serekh di Khasekhem che con l'unificazione dell'Egitto mutò il nome in Khasekhemui e dove appaiono sia il falco di Horo (simbolo del Nord) sia l'animale di Seth (simbolo del Sud).
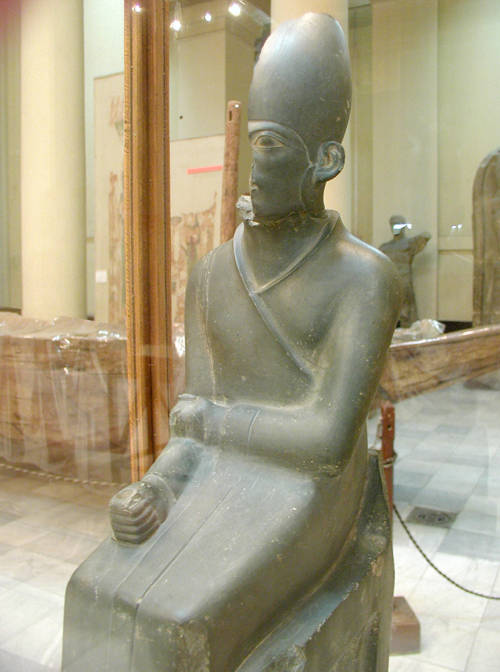
Statua di Khasekhemui in scisto verde. Rappresenta, insieme a quella qui accanto, una delle più antiche immagini di sovrani e per i glifi hanno anche un notevole valore documentale.